# Urban Dance Squad
Urban Dance Squad (kurz UDS; übersetzt etwa „städtische Tanztruppe“) war eine niederländische Crossover- und Funk-Metal-Band.

## Bandgeschichte
Die fünf späteren Gründungsmitglieder trafen sich 1986 in Utrecht (Niederlande), zunächst lediglich für eine sehr erfolgreiche Jam-Session eines Festivals, um daraufhin unter dem Namen Urban Dance Squad eine Band zu gründen. 1989 brachten sie ihre erste Platte Mental Floss for the Globe heraus, wobei insbesondere die Singles Deeper Shade of Soul und No Kid weltweite Bekanntheit erreichten. Ihr zweites Album Life ’n Perspectives of a Genuine Crossover wurde 1991 veröffentlicht. Im Jahr 1993 verließ DJ DNA (DNA = Do not ask) die Band, und UDS mussten ohne ihn weitermachen. Demzufolge kam 1994 das wuchtige Persona Non Grata (lateinischer Ausdruck für „unerwünschte Person“) heraus. Der Song Demagogue wurde ein Hit in der Clubszene.
1996 veröffentlichten UDS das Album Planet Ultra. Es ging mehr in die Richtung der frühen Alben Mental Floss for the Globe und Life ’n Perspectives of a Genuine Crossover. 1997 kehrte DJ DNA zurück, und UDS starteten eine kleine Tour durch Deutschland (Rheinkultur-Festival) und die USA. 1999 kam Artantica mit der alten Besetzung heraus.
Im Jahr 2000 trennten sich UDS. 2006 waren UDS wieder auf Tour, allerdings ohne DJ DNA. Sie spielten unter anderem auf dem Lowlands-Festival in Biddinghuizen (Provinz Flevoland, Niederlande), um ihre Veröffentlichung The Singles Collection zu promoten.

## Diskografie
Alben

| Jahr | Titel                                       | Höchstplatzierung, Gesamtwochen, AuszeichnungChartplatzierungen (Jahr, Titel, Platzierungen, Wochen, Auszeichnungen, Anmerkungen) | Höchstplatzierung, Gesamtwochen, AuszeichnungChartplatzierungen (Jahr, Titel, Platzierungen, Wochen, Auszeichnungen, Anmerkungen) | Höchstplatzierung, Gesamtwochen, AuszeichnungChartplatzierungen (Jahr, Titel, Platzierungen, Wochen, Auszeichnungen, Anmerkungen) | Höchstplatzierung, Gesamtwochen, AuszeichnungChartplatzierungen (Jahr, Titel, Platzierungen, Wochen, Auszeichnungen, Anmerkungen) | Anmerkungen                   |
| Jahr | Titel                                       | NL | DE | CH | US | Anmerkungen                   |
| ---- | ------------------------------------------- | --- | --- | --- | --- | ----------------------------- |
| 1989 | Mental Floss for the Globe                  | NL59 (9 Wo.)NL | — | — | US54 (39 Wo.)US | Charteinstieg in US erst 1991 |
| 1991 | Life ’n Perspectives of a Genuine Crossover | NL30 (9 Wo.)NL | — | — | — |                               |
| 1994 | Persona Non Grata                           | NL7 (23 Wo.)NL | DE83 (6 Wo.)DE | CH42 (4 Wo.)CH | — |                               |
| 1996 | Planet Ultra                                | NL53 (6 Wo.)NL | — | — | — |                               |
| 1997 | Beograd Live                                | NL83 (5 Wo.)NL | — | — | — |                               |
| 1999 | Artantica                                   | NL67 (3 Wo.)NL | — | — | — |                               |
| 2006 | The Singles Collection                      | NL38 (4 Wo.)NL | — | — | — |                               |
| 2016 | The Singles Collection (Vinyl)              | NL77 (1 Wo.)NL | — | — | — |                               |